# Dorothy Ashby
Dorothy Jeanne Thompson (Detroit, 6 de agosto de 1932 - Santa Mónica, California, 13 de abril de 1986) más conocida como Dorothy Ashby, fue una arpista y compositora de jazz estadounidense.
Ashby extendió la popularización del arpa en el jazz, demostrando que el instrumento podía ser utilizado para el bebop en la misma medida que el saxofón. Aunque sus discos eran de jazz, a menudo viraba también hacia el R&B y otros géneros, particularmente en su disco de 1970 The Rubaiyat of Dorothy Ashby, donde demostró su talento con el koto, un instrumento japonés que también integró con éxito en el jazz.

## Biografía
Dorothy Jeanne Thompson creció Detroit, en un ambiente cargado de música. Su padre, el guitarrista Wiley Thompson, a menudo llevaba a casa a otros músicos de jazz. Ya desde muy joven, ella los acompañaba tocando el piano. Estudió en Cass Technical High School junto con otros alumnos que luego también se convertirían en grandes talentos del jazz, como Donald Byrd, Gerald Wilson, y Kenny Burrell. Durante su época en el instituto, Dorothy tocaba varios instrumentos, incluidos el saxofón y el contrabajo, antes de cruzarse con el arpa.
Fue a la universidad Wayne State University, de Detroit, donde estudió piano y educación musical. Después de graduarse, empezó a tocar el piano en locales de jazz de Detroit, pero hacia 1952 convirtió el arpa en su instrumento principal. Al principio, los demás músicos de jazz eran reticentes a la idea de añadir el arpa, ya que lo percibían como un instrumento de la música clásica europea y su sonido les parecía demasiado etéreo para las actuaciones de jazz. Pero Ashby superó su resistencia inicial, y logró apoyo para usar el arpa como instrumento de jazz al organizar actuaciones gratuitas y tocar en bailes y bodas con su trío musical. A finales de los 50 y principios de los 60 grabó un disco con Ed Thigpen, Richard Davis, Frank Wess y otros. Durante los años 60, también tuvo su propio programa de radio en Detroit.
Su trío de jazz (que incluía a su marido, John Ashby, en la batería) hacía giras regulares a lo largo del país y también grabó discos para varias compañías de discos.  Ashby tocó con Louis Armstrong y Woody Herman, entre otros. En 1962, fue incluida en la lista anual de los mejores intérpretes de jazz publicada por la revista Down Beat. Pero Ashby también tenía otros intereses y talentos: en los 60 trabajó con su marido en una compañía de teatro, los "Ashby Players", que fue fundada por su marido en Detroit y para la cual ella componía todas las canciones y las letras, mientras que él escribía el guion. Dorothy también tocaba el arpa y el piano para dichas obras teatrales, e incluso protagonizó una de ellas, “3-6-9”. La mayoría de sus composiciones para el teatro estaban disponibles únicamente en las grabaciones que hacía ella misma, sólo un par de las muchas canciones que creó para sus obras aparecieron en los discos que grabó. Más adelante, Dorothy grabó y realizó conciertos con el objetivo de recaudar dinero para las representaciones teatrales de los Ashby Players, que solían producir obras que fueran relevantes para la comunidad afroamericana de Detroit. Pero no sólo eso, sino que también ofrecieron oportunidades de trabajo a actores negros como Ernie Hudson (de Los cazafantasmas 1 & 2; citado como Earnest L. Hudson) que intervino en la obra “3-6-9”. 
A finales de los 60, los Ashby dejaron de hacer giras y se afincaron en California, donde Dorothy irrumpió como arpista en el mundo de la grabación en estudio, con la ayuda del cantante de soul Bill Withers, quién la recomendó a Stevie Wonder. Como resultado, ella participó en una serie de sesiones de estudio interpretando temas más orientados hacia el pop. 
Ashby murió de cáncer el 13 de abril de 1986, en Santa Mónica, California. Fue cremada y sus cenizas esparcidas en la Bahía de Santa Mónica. Sus grabaciones han resultado influyentes en varios géneros musicales. The High Llamas grabaron una canción titulada "Dorothy Ashby" en su disco de 2007 Can Cladders. Algunos artistas de hip hop han utilizado samples de sus canciones, incluido Jurassic 5, en el disco Feedback, y también lo hizo Andre Nickatina en su canción "Jungle".

## Discografía

### Como líder
- 1957: The Jazz Harpist (Regent)
- 1958: Hip Harp (Prestige) - con Frank Wess
- 1958: In a Minor Groove (New Jazz) - with Frank Wess
- 1961: Dorothy Ashby (Argo)
- 1961: Soft Winds (Jazzland)
- 1965: The Fantastic Jazz Harp of Dorothy Ashby (Atlantic)
- 1968: Afro-Harping (Cadet)
- 1969: Dorothy's Harp (Cadet)
- 1970: The Rubaiyat of Dorothy Ashby (Cadet)
- 1984: Django/Misty (Philips)
- 1984: Concierto de Aranjuez (Philips)

### Como acompañamiento
Con Bill Withers
- +'Justments (1974)

Con Bobbi Humphrey
- Fancy Dancer (1975)

Con Minnie Riperton
- Adventures in Paradise (1975)

Con Wade Marcus
- Metamorphosis (1976)

Con Stevie Wonder
- Songs in the Key of Life (1976)

Con Sonny Criss
- Warm and Sonny (1977)

Con Gene Harris
- Tone Tantrum (1977)

Con Freddie Hubbard
- Bundle of Joy (1977)

Con Billy Preston
- Late at Night (1979)

Con Bobby Womack
- The Poet (1981)

Con Osamu Kitajima
- The Source (1984)